# Seznam obcí v Česku, G
Toto je seznam obcí v Česku začínajících na písmeno G. 
Tento seznam je generován z údajů na Wikidatech a je pravidelně aktualizován botem.
 Úpravy provedené v seznamu budou při příští aktualizaci odstraněny!
| # | Článek         | Počet obyvatel | Rozloha (km2) | Okres                |
| - | -------------- | -------------- | ------------- | -------------------- |
| 1 | Golčův Jeníkov | 2 821          | 27,49         | okres Havlíčkův Brod |
| 2 | Grygov         | 1 548          | 12,72         | okres Olomouc        |
| 3 | Gruna          | 254            | 10,37         | okres Svitavy        |
| 4 | Grešlové Mýto  | 215            | 2,16          | okres Znojmo         |
| 5 | Grymov         | 162            | 1,04          | okres Přerov         |
| 6 | Grunta         | 98             | 0,8           | okres Kolín          |